# Masarykovy debaty
Masarykovy debaty jsou projekt studentů Masarykovy univerzity v Brně, který pořádá veřejně přístupné debaty na různá společenská témata s přizvanými řečníky. Debaty jsou inspirovány formátem tzv. oxfordských debat, při kterých spolu diskutují dva týmy s cílem přesvědčit diváky o platnosti teze, která byla předem určená. Cílem je rozvíjet a kultivovat veřejnou debatu v Česku. První debata proběhla v prosinci 2010 na téma moderní levice. Projekt se rozšířil i do dalších měst – do Hradce Králové, Ostravy, Jihlavy, Plzně, Mladé Boleslavi, Uherského Hradiště či Prahy. V roce 2011 se debat zúčastnilo přes 1500 diváků. Masarykovy debaty mají záštitu většiny děkanů Masarykovy univerzity. Peněžně projekt podpořila Evropská unie a nadační program Think Big.

## Průběh
Na počátku debaty je stanovena jedna kontroverzní myšlenka, podle níž se rozdělí přítomní pozvaní řečníci do dvou týmů, kdy danou tezi jedno družstvo obhajuje a druhé argumentuje proti ní. Každý řečník má sedm minut na vyslovení svého argumentu, poté následuje debata řízená moderátorem. Načež mají diváci možnost pokládat dotazy. Na závěr každý z řečníků ve třech minutách vše shrne.
Diváci hlasují o svém názoru jak na začátku debaty, tak i na konci. Vyhrává tým, kterému se podařilo na svou stranu získat více diváků, než měl na počátku. To vše zajišťuje názorovou vyváženost a atraktivitu pro diváky.